# Michael Renkel

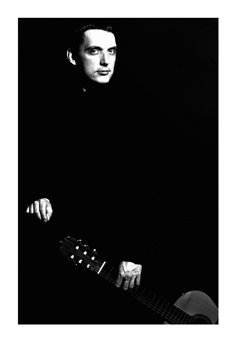
Michael Renkel (2009)

Michael Renkel (* 1965) ist ein deutscher Gitarrist, Komponist und Improvisationsmusiker.

## Leben
Michael Renkel studierte von 1990 bis 1994 am Hamburger Konservatorium klassische Gitarre.
Der Schwerpunkt seiner Arbeit liegt in offenen Kompositionsmethoden. Seit Mitte der 1980er Jahre entwickelte er seinen eigenen Stil, der die Präparation des Instrumentes sowie avancierte Spieltechniken beinhaltet. Sein Gitarrespiel bewegt sich im Spannungsfeld zwischen Tradition und der Entwicklung eines sehr eigenen Vokabulars.
Er beschäftigt sich mit aleatorischer Komposition, variabler Form und Struktur sowie Notation.
Einflüsse sind zeitgenössische Musiker, aber auch alte Lautenmusik.
Renkel begann früh, die Konzertgitarre mittels Computerpatches im live processing Verfahren zu verfremden. Die akustische Gitarre wird so modifiziert, dass die Grenzen zwischen Präparation und elektronischer Verfremdung verwischen. Diesen klangfarblichen Ansatzes erweitert mittels Computertechnologie und live Elektronik sowie der elektrischen Jazz-Gitarre.
Er arbeitet als Video Künstler und gestaltet Klanginstallationen. In kompositorischen Experimenten erforscht er genetische Prozesse und erweitert die musikalischen Parameter um Begriffe wie Mutation, Generation, Kreuzung, Gen/Code/Sequenz und setzt diese in Computer generierten Kompositionen um („Genetic Annotation“) oder schreibt Video Partituren für verschiedene Instrumente („Nomos Alto“). Seit 2015 beschäftigt er sich vermehrt mit Sampler- und Sequenzer-Technologie, Synthesizern, sowie die Einbeziehung von „beats“ in seine Musik.
Renkel konzertierte und kooperierte  u. a. mit Phil Minton, Sven-Åke Johansson, Burkhard Beins, Axel Dörner, Ignaz Schick, Robin Hayward, Andrea Neumann, Magda Mayas, Sabine Vogel und Tobias Vethake.
Renkel lebt und arbeitet in Berlin. Seine Kompositionen wurden im Verlag Neue Musik in Berlin veröffentlicht.

## Diskographie (Auswahl)
- 2010, MEK online release on homophoni
- 2010, Activity Center, Lohn & Brot, absinthrecords
- 2009, Phosphor II, potlatch, P109
- 2009, rebecca variation no 12, esquilo records, duo with Kai Fagaschinski
- 2009, in-formation neukoelln, homophoni 034, duo with cheapmachines aka Phil Julian
- 2008, Kalte Welle 102, Kning Disc, Duo mit Sven-Åke Johansson
- 2007, phono_phono, absinthRecords 014[3], Trio mit M. Mayas, S. Vogel
- 2005, Ensemble Phosphor, Neue Musik in Deutschland 1950 - 2000,[4] Deutscher Musikrat + Sony BMG
- 2005, Errorkoerper III, absinthRecords 009
- 2003, Activity Center & Phil Minton, absinthRecords 006
- 2003, Berlin Strings, absinthRecords 002[5] / compilation
- 2002, Sitill, L'Innomable, Duo mit Luca Venitucci
- 2002, Rabecca, Charhizma 022, Kai Fagaschinski / Michael Renkel
- 2001, Phosphor, Potlatch P501
- 1999, möwen & moos, 2:13 Music 008/009, Activity Center, Duo mit Burkhard Beins
- 1996, Nunc, 2:13 Music 02